# Zyklentheorie
Als Zyklentheorie wird die Annahme bezeichnet, dass die Entwicklung der Erde in geologischen Zeiträumen in Zyklen verlaufen ist. Zwischen 1910 und 1926 befasste sich Hans Stille mit dem Wechsel ruhiger Evolution und gesteigertem Geschehen (Revolution).
Am Beginn eines geotektonischen Zyklus steht die Epirogenese, meist als Absenkung einer Geosynklinale. Im aktiven Teil des Zyklus wird die Geosynklinale zu einem Gebirge ausgefaltet (Orogenese), dann klingt er mit anschließender Hebung und späterer Abtragung wieder ab. Parallel dazu (synorogen) kann ein  geomagnetischer Zyklus ablaufen.
In den 1930er-Jahren wurde festgestellt, dass seit dem Kambrium sechs solcher Zyklen mit kräftiger Orogenese auftraten. Sie zeigen (nach Bubnoff 1954) gemeinsame Abläufe: Transgression(en) – Inundation (Überflutung von Landgebieten) – starke Fazies-Ausbildung – Regression und Emersion (Landhebung). Ob es solche Zyklen auch im Präkambrium gab, ist aber schwer nachzuweisen.